# Andrena synadelpha
Andrena synadelpha är en biart som beskrevs av Perkins 1914. Den ingår i släktet sandbin och familjen grävbin. Inga underarter finns listade i Catalogue of Life.

## Beskrivning
Arten är ett tämligen stort bi med ljusa hår på munskölden. Honan har mörka hår kring antennfästena och bakre skenbenet vithårigt med mörkbrun pollenkorg (hårborsten på bakskenbenet som används för polleninsamling). Hennes bakkropp är övervägande rödbrunhårig, med långa, bruna hår på de främre delarna av tergit 1 och 2 samt breda fördjupningar i bakkanterna på tergit 3 och 4.
Hanen har rödaktiga hår på mellankroppen och långa, ljusa hår på tergit 1 och 2 samt, likt honan, breda fördjupningar i tergiternas bakkanter.

## Ekologi
Arten förekommer framför allt i lövskog, hedmarker, kyrkogårdar och i häcklandskap. Flygtiden varar från april till juni. Arten är oligolektisk, den flyger till flera olika blommande växter, som björnloka, hagtorn, tysklönn, naverlönn, mandeltörel och järnekar.
Som alla sandbin är arten solitär; honan gräver ut ett larvbo i marken. Det förekommer att det parasiteras av skogsgökbi; honan av detta lägger ett ägg i värdbiets bo, och larven lever av värdlarvens förråd, efter det att värdägget ätits upp eller värdlarven dödats. Det vuxna biet kan även parasiteras av stekelvridvingen Stylops nevinsoni. Vridvingar lever i värdbiets bakkropp. Värdbiet dör inte, men blir sterilt.

## Utbredning
Utbredningsområdet omfattar västra Europa från Spanien i söder till Danmark i norr samt från Storbritannien i väster till Polen i öster, men med undantag för Italien och Balkanområdet.